# Cneo Domicio Corbulón
Cneo o Gneo Domicio Corbulón  (7-67) fue un político y militar romano del siglo I que se distinguió por sus campañas en Germania y Armenia durante los gobiernos imperiales de Claudio y Nerón respectivamente.

## Orígenes y familia
Nació en Peltvuinum Italia hacia el año 7, en el seno de una familia de rango senatorial; su padre había sido pretor durante el reinado de Tiberio, y su madre, llamada Vistilia, procedía de una familia senatorial de rango pretorio.

## Bajo Calígula
Se desconocen los primeros pasos de su cursus honorum, aunque probablemente fue cuestor del procónsul de la provincia Asia a finales del imperio de Augusto o comienzos del de Tiberio, y Séneca habla de su punzante humor al haber llamado "avestruz desplumado" al senador Cornelio Fido, yerno de Ovidio, y su primer cargo conocido fue el de consul ordinarius en 39, bajo el imperio de emperador Calígula, quien era su cuñado a través de su matrimonio con su hermanastra Milonia Cesonia.

## Bajo Claudio

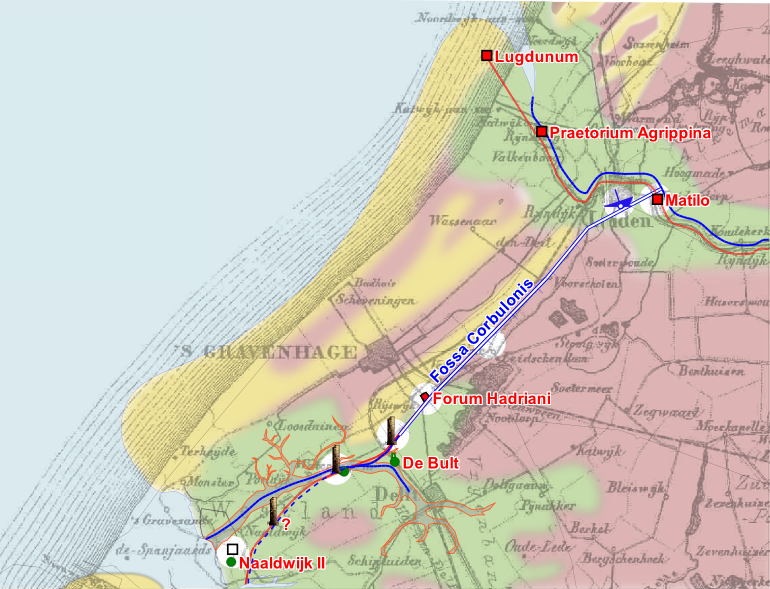
Mapa con el trazado de la fossa Corbulonis, excavada para comunicar los cursos del Rin y del Mosa por el general romano Gneo Domicio Corbulón a partir de 47.

Tras el asesinato de Calígula, su carrera entró en un punto muerto hasta el año 47, cuando el emperador Claudio le nombró comandante de los ejércitos de Germania Inferior, que tenían como base la moderna Colonia.
El nombramiento de esta zona tan inestable se vio además dificultado debido a que tuvo que hacer frente a importantes rebeliones y brotes de violencia encabezados por las tribus germánicas. Durante su gobierno en Germania, el general ordenó la construcción de un canal entre los ríos Rin y Mosa. Partes de esta gran obra de ingeniería que se conocen como Fossa Corbulonis o Canal de Corbulón se han encontrado en una excavación arqueológica. Su curso es idéntico al del río Vilet, que une las modernas ciudades de Leiden y Voorburg.
De vuelta a Roma, Claudio decidió que fuera procónsul de Asia en 50-51.

## Campaña oriental

Las campañas de Corbulón contra los partos en 58-60.

Las campañas de Corbulón contra los partos en 61-63.

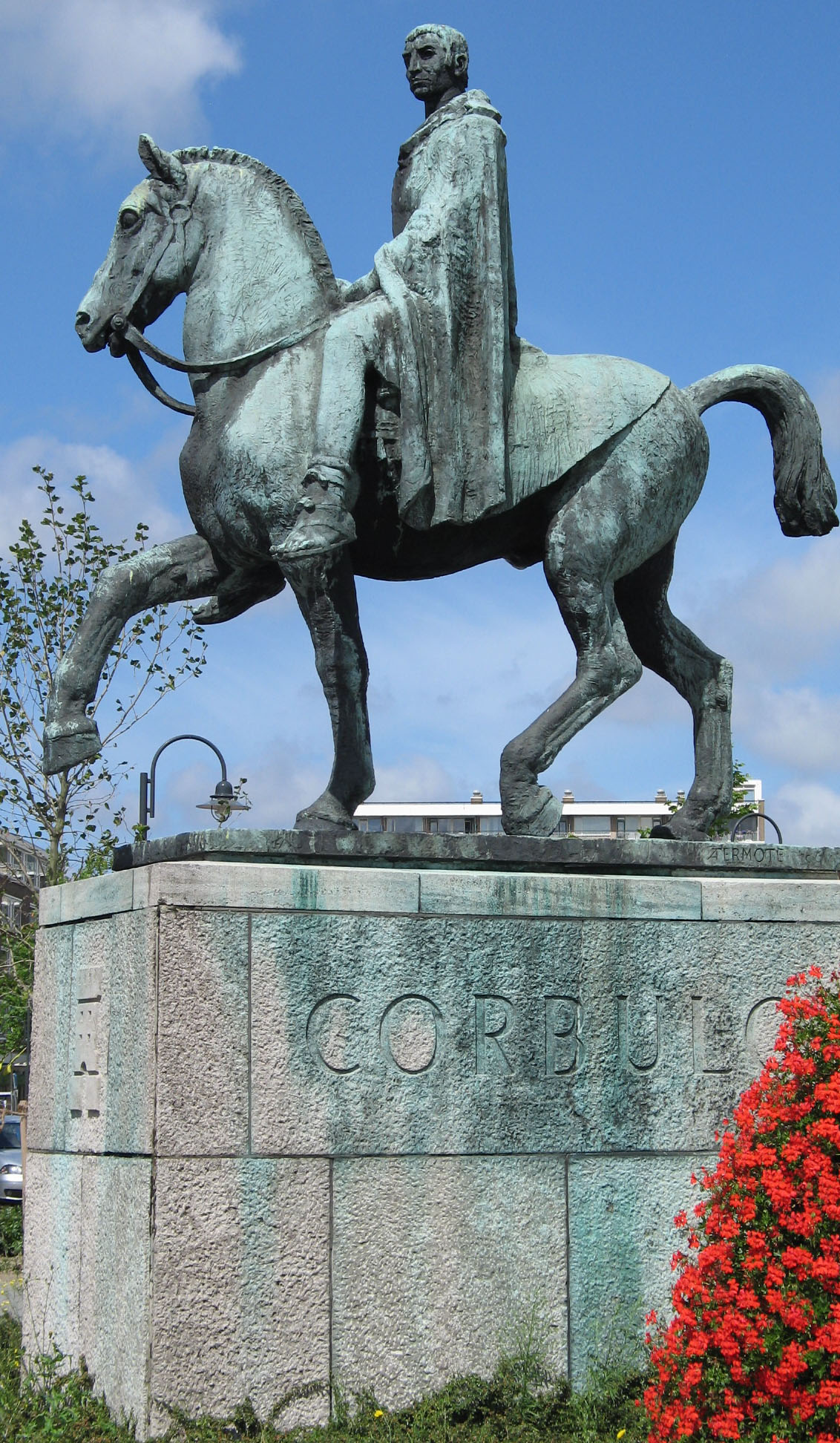
Estatua ecuestre de Corbulón en Voorburg (Países Bajos), obra del escultor Albert Termote.

Retornado a Roma y fallecido Claudio en 54, su sucesor Nerón le envió a las provincias orientales a fin de que solucionara el asunto relativo a la sucesión del trono de Armenia. En 58, inició la ofensiva y, reforzado por tropas de Germania, atacó a Tiridates I, rey de Armenia y hermano de Vologases I de Partia. Bajo su mando las legiones III Gallica, VI Ferrata y X Fretensis capturaron las ciudades de Artaxata y Tigranocerta, y Tigranes VI, que había sido educado en Roma y estaba dispuesto a someterse a las órdenes del emperador, fue instalado en el trono.
En 61 Tigranes invadió Adiabene, parte integrante del reino de los partos, haciendo que la guerra entre el Imperio parto y el romano pareciera inevitable. Vologases por su parte creía que la mejor manera de terminar con el conflicto era negociar con el Imperio romano, pero también quería que los soldados romanos abandonasen Armenia, que se destronara a Tigranes y que se reconociera la posición de Tiridates. El gobierno romano se negó a ceñirse a estos términos y se ordenó a Lucio Junio Cesenio Peto, nuevo gobernador de Capadocia, que resolviera la cuestión para que Armenia quedara directamente bajo control romano.
Mientras Corbulón centraba su atención en los asuntos de Siria, Peto por su parte, un incapaz y débil comandante que despreciaba la fama adquirida por Corbulón, sufrió una severa derrota en la batalla de Rhandeia en 62. El mando de las tropas fue por tanto vuelto a encomendar a Corbulón. En 63 cruzó el Éufrates a la cabeza de un fuerte ejército, pero Tiritades se negó a presentar batalla y llegó a un acuerdo de paz. En Rhadeia le entregó al romano su diadema imperial, prometiendo que no volvería a ceñírsela hasta que el propio Nerón le coronara en Roma.

## Caída y muerte
Tras dos conspiraciones encabezadas por senadores, entre los cuales se encontraba su yerno Lucio Annio Viniciano para derrocar a Nerón en 65, Nerón comenzó a sospechar de él y de su popularidad entre las masas. En 67 estallaron disturbios en la provincia de Judea, pero Nerón envió a Vespasiano para que sofocara la rebelión.
Nerón convocó a Corbulón y a los gobernadores de las dos Germanias a Grecia. A su llegada a Corinto, unos mensajeros de Nerón se entrevistaron con Corbulón y le obligaron a suicidarse. Este, obedientemente se dejó caer sobre su propia espada diciendo: axios (yo soy digno).

## Matrimonio y descendencia
Corbulón contrajó matrimonio con Casia Longina, hija del juriconsulto Cayo Casio Longino y descendiente directa por línea materna del emperador Augusto a través de su nieta mayor Vipsania Julia, con quien tuvo varios hijos, destacando su hija más joven Domicia Longina, quien contrajo matrimonio con el hijo menor del emperador Vespasiano en 71, el futuro emperador Domiciano.

## Menciones en la cultura popular
En la película Halo 4: Forward Unto Dawn la academia militar lleva el nombre de Cneo Domicio Corbulón.